# Басији
Басији (фр. Bacilly) је насељено место у Француској у региону Доња Нормандија, у департману Манш.
По подацима из 2011. године у општини је живело 886 становника, а густина насељености је износила 55,79 становника/km².

## Демографија
| 1962. | 1968. | 1975. | 1982. | 1990. | 2011. |
| ----- | ----- | ----- | ----- | ----- | ----- |
| 821   | 781   | 691   | 673   | 644   | 886   |